# 吕复 (元朝)
吕复（？—1368年），元朝官员，官至江西行省左右司都事。
元朝末年，吕复闲居住在福州。行省命他摄理长乐县尹。福州被明军攻克，吕复说道：“我世代食大元皇帝的俸禄，现在虽是摄官，如果不以死报国，就没有面目见先人于地下。”于是用绳子上吊自杀。两年后，明朝修《元史》，把他写进《忠义传》。